# Southey (motorfiets)
Southey is een Brits historisch merk van motorfietsen..
De bedrijfsnaam was C.E. Southey & Co., Berkhamstead, Hertfortshire, later Southey Motor Co., Birmingham (1905-1925).
Engelse fabriek die 269 cc Villiers-motoren gebruikte. Een enkele maal werden ook andere Villiers-blokken of 346 cc Blackburne-motoren ingebouwd. Southey bouwde frames voor De Haviland en Burney.